# Glanzend kleinkopje
Het glanzend kleinkopje (Plinthisus brevipennis) is een wants uit de onderfamilie Rhyparochrominae en uit de familie bodemwantsen (Lygaeidae).
De onderfamilie Rhyparochrominae wordt ook weleens als een zelfstandige familie Rhyparochromidae gezien in een superfamilie Lygaeoidea. Lygaeidae is conform de indeling van bijvoorbeeld het Nederlands Soortenregister.

## Uiterlijk
Het glanzend kleinkopje is 2,8 tot 3,5 mm lang. Het zijn kleine, glanzend zwarte wantsen met een afgeplatte lichaamsbouw. In verhouding met het lichaam is de kop smal en klein en lijkt hij gedeeltelijk verzonken in het lichaam. Het achterste deel van het halsschild is gepuncteerd. De voorvleugels zijn zwart of donkerbruin. Ze zijn gewoonlijk kortvleugelig (brachypteer), maar ze kunnen ook langvleugelig (macropteer) zijn.

## Verspreiding en habitat
De soort komt voor in Europa van het zuidelijk deel van Scandinavië tot het Middellandse Zeegebied en daar aansluitend Noord-Afrika. Naar het oosten is hij verspreid tot in Centraal- en Zuid-Rusland, de Kaukasus en het gebied rond de Kaspische Zee. Hij wordt gevonden in warme, droge tot matig vochtige leefgebieden. Het kunnen open gebieden, maar ook open loof- en naaldbossen zijn. Hoewel hij vaak op zandgronden wordt aangetroffen, is er niet een echte voorkeur voor een bepaalde bodemsoort.

## Leefwijze
De wantsen leven voornamelijk op de bodem in de strooisellaag van de zaden. Tijdens de paringstijd worden ze ook op planten gezien en kunnen ze daar aan rijpende zaden zuigen. De imago’s overwinteren in de strooisellaag van bladeren en naalden onder de bomen, in mos, in graspollen of achter losse schors. In mei vindt de paring plaats, waarna er eitjes in de strooisellaag worden gelegd. De volwassen wantsen van de nieuwe generatie zijn er vanaf eind juli. Er wordt één generatie per jaar gevormd.